# Тарасова, Раиса Сергеевна
Раиса Сергеевна Тарасова (4 ноября 1926 — 15 сентября 2009) — советский инженер-геолог, главный геолог Удино-Витимской геологоразведочной экспедиции Бурятского геологического управления Министерства геологии РСФСР. Лауреат Государственной премии СССР. Герой Социалистического Труда (1971).

## Биография
Родилась 4 ноября 1926 года в станице Маринская, Константиновского района Ростовской области в крестьянской семье. 
С 1945 по  1950 год проходила обучение на геологоразведочном факультете Томского политехнического института. С 1950 по 1960 год, в течение десяти лет, Р. С. Тарасова занималась геологоразведкой  Ховаксинского никель-кобальтового месторождения в Тувинской автономной области. 
С 1960 по 1966 год работала старшим геологом в отделе Бурятского геологического управления, занималась кураторством по проведению разведочных работ по поиску цветных металлов. С 1966 по 1976 год, в течение десяти лет, Р. С. Тарасова работала главным геологом Удино-Витимской геологоразведочной экспедиции Бурятского геологического управления Министерства геологии РСФСР, была руководителем проведения геологоразведки Озерного колчеданно-полиметаллического месторождения. 
Постановлением ЦК КПСС и Совета Министров СССР «За освоение Озерного колчеданно-полиметаллического месторождения» Раиса Сергеевна Тарасова была удостоена Государственной премии СССР. 
20 апреля 1971 года Указом Президиума Верховного Совета СССР «за выдающиеся успехи в развитии геолого-разведочных работ и разведки месторождений полезных ископаемых» Раиса Сергеевна Тарасова была удостоена звания Героя Социалистического Труда с вручением Ордена Ленина и золотой медали «Серп и Молот». 
С 1976 года по поручению Министерства геологии СССР, Р. С. Тарасова была назначена руководителем по проведению детальной разведки Холоднинского колчеданно-полиметаллического месторождения. 
После выхода на заслуженный отдых жила в городе Улан-Удэ. Умерла 15 сентября 2009 года.

## Награды
- Медаль «Серп и Молот» (20.04.1971)
- Орден Ленина (20.04.1971)

### Звания
- Государственная премия СССР[2]
- Почётный гражданин Республики Бурятия (24.06.2003[2])